# Platja de Cue o d'Antilles
La Platja de Cue, coneguda també com d'Antilles o de Canales, és una platja del concejo de Llanes, Astúries, situada en la parròquia de Cue. S'emmarca a les platges de la Costa oriental d'Astúries, també anomenada Costa Verda Asturiana i és considerada paisatge protegit, des del punt de vista mediambiental (per la seva vegetació). Per aquest motiu està integrada, segons informació del Ministeri d'Agricultura, Alimentació i Medi ambient, en el Paisatge Protegit de la Costa Oriental d'Astúries.

## Descripció
La platja de Cue, és considerada com una platja d'aspecte natural que malgrat que el seu fàcil accés presenta poca assistència. Té forma de petxina amb tómbol i un jaç de fina i blanca sorra, en la qual es troben alguns afloraments rocosos.
La platja està protegida per alguns castros o promontoris que la tapen.
Presenta com a serveis tan sols dutxes, paperera i servei de neteja.